# ジオン共和国
ジオン共和国（ジオンきょうわこく、Republic of Zeon）は、宇宙世紀を舞台とする『ガンダムシリーズ』に登場する架空の国家である。「ジオン共和国」と称する国家はジオン公国の前後に存在し、前者はジオン公国の前身となった国であり、後者は一年戦争最終盤においてザビ家の主要人物が死亡したことにより、ジオン公国のダルシア・バハロ首相を筆頭とする内閣が公王制を廃止して共和制に移行した際の国号である。

## 独立
人類が、増えすぎた人口を宇宙に移民させるようになって半世紀が過ぎ、地球の周りには数多くの宇宙都市が誕生していた。
当初は地球上の人口増加や環境破壊の対策として歓迎されていた宇宙移民も、人口や環境問題が一応の安定を見せるにつれ、やがて中止されていく。地球連邦政府の中枢は依然、地球に留まったままであり、地球中心の政策が改められることはなかった。その結果、連邦政府関係者や資産家など連邦政府に強いコネをもった人々の多くは、宇宙よりも生活環境が安定して資源が豊富な地球に居住したまま、特権階級化していく。このような情勢の中、地球に残る一部の特権階級と宇宙へ半ば無理矢理移住させられた移民との間には軋轢が生まれていく。宇宙移民であるスペースノイドの中には、地球からの一方的な政策や差別的な現状を一向に改める気配のない地球連邦政府に対する不満が蓄積していた（特にスペースコロニー住民には、その建造費の返済や維持費を名目にコロニー公社を通じて重税がかけられ、これも不満を高める一因となった）。
こうした中、地球連邦議会の評議員ジオン・ズム・ダイクンがコントリズムを提唱するが、議会で孤立して現地活動による成功を目指し、宇宙都市の1つであるスペースコロニー群サイド3に移民する。また、ダイクンにより連邦の支配から独立してコロニー国家の可能性を示された民衆が信奉するコントリズムは、0040年代から急速に広まりつつあった「エレズム」と融合し、「ジオニズム」と呼ばれるようになった。
宇宙世紀0053年、ダイクンはサイド3の首相に任命される。0058年9月14日、サイド3は独立を宣言してジオン共和国を樹立する。これに対して連邦政府は経済制裁を行い、治安維持のための宇宙軍を設立した。これに対し、国防軍を発足させたジオン共和国は武力衝突も辞さない構えであったが、当のダイクンはあくまで連邦政府との話し合いで宇宙移民の国家を認めさせる考えであり、けっして武力を用いての独立は望んでいなかったと言われている。

## ダイクン暗殺
しかし、0067年にジオン・ダイクンが提出したコロニー自治権整備法案を連邦政府が廃案としたため、ダイクンの政治的決着は挫折を余儀なくされてしまう。
これにより、あくまで政治的決着を模索するダイクン派とその側近であったデギン・ソド・ザビとの確執が表面化する。議会内部もダイクン派とザビ派に分かれて対立していく。双方は互いに流血のテロを日常的に繰りかえすようになった。
その最中の0068年、ダイクンが議会の演説中に心臓発作で急死する。一説にはザビ家の謀殺説も浮上しているが真相は不明である。後継人としてデギンが首相に選ばれた。この後、デギン・ザビの次男サスロ・ザビがテロによって死亡、ドズル・ザビが負傷するという事件が起こり、ザビ派によってダイクン派のテロであると報じられた。
ダイクン派は窮地に追い込まれ、ザビ派に鞍替えする者や、国外に脱出する者が相次いだ。ダイクン派の領袖であるジンバ・ラルは徹底抗戦の構えをみせたが、ダイクンの二人の遺児と共に地球へ亡命し、二人を知人であるテアボロ・マスの養子とした。二人の名はキャスバル・レム・ダイクン（後のシャア・アズナブル）とアルテイシア・ソム・ダイクン（同セイラ・マス）である。

## ジオン公国成立
デギンは実権を握ると反対派を一掃して0069年8月15日に共和制を廃止し、公王制（君主制）への移行を宣言した。権力を手中に収めたザビ家はあくまで武力による連邦政府からの独立を目指し、軍備を大拡張する。そして0079年1月、ジオン独立戦争（一年戦争）を開始した。しかしこの戦争は国力に勝る連邦が勝利し、最終局面においてザビ家は滅亡。ジオン公国は実質的な指導者が不在となったため、終戦直前に共和制に移行して国号をジオン共和国に戻した。0080年1月、連邦とジオン共和国との間に正式に終戦協定が結ばれ、一年戦争は終結した。
アニメ『機動戦士ガンダム』は、一年戦争の終盤における3か月あまりの物語である。

## 一年戦争終結後
地球連邦政府は、サイド3のジオン本国がほぼ無傷であり、月面都市グラナダにも旧公国軍戦力が温存されていることを考慮し、それらとの衝突を避けるためにジオン共和国の自治権を認めた。また多くの者が旧公国残党として共和国体制化から離脱した後も、多額の戦時債務を抱えたサイド3の併合を行えば、自身も財政的危機状態にある連邦にサイド3の債務を肩代わりすることは耐えられないと判断したことも、併合が見送られた原因とされる。
連邦は、一年戦争におけるジオン公国の戦争責任を全てザビ家に帰結させ、ジオン共和国には問わなかった（その代わり復興支援も行わなかった）。そのようにして成立したジオン共和国は、主に旧公国残党から連邦のスペースノイドに対する懐柔としての傀儡政権と見られることが多く、再建はほとんどの旧公国残党から歓迎されなかった。ギレン派の多いデラーズ・フリートは特にその傾向が強く、OVA版『0083』の劇中においてエギーユ・デラーズが自身の決起演説の中で「ジオン共和国を騙る売国奴」と言い切っている。また、『GUNDAM LEGACY』ではジオン残党軍によるテロの標的ともなった。
翌0081年10月には両国の相互撤兵が終了している。
その後も旧公国の残党勢力の蜂起は続くが、ジオン共和国として関わった形跡はない。また共和国体制に遷ってからのサイド3において市民が旧公国残党に呼応したり反乱を起こした様子もない。
ジオン共和国は連邦政府の要望によって、旧公国の技術・資料や人員をジオニック社等の株式売却という形で提供している。この際に連邦とアナハイム・エレクトロニクスとの株式取得競争により、多額の資金を手に入れた共和国は債務を返済。被害の少なかったサイドでもある共和国は結果として、最も早く復興を遂げたサイドとして地球圏で重要な地位を占めることになる。
グリプス戦役ではティターンズの要請により、チベ改やムサイ改を中心とした機動艦隊（共和国軍）を出動させている。これらについては旧公国勢力を孤立させる為のアピールに過ぎないとされる。
0088年の上半期、グリプス戦役末期から第一次ネオ・ジオン抗争初期にかけて、サイド3は他のコロニーと同様、ネオ・ジオンによって制圧されてしまう。さらに同年11月、連邦政府はサイド3をネオ・ジオンに「譲渡」する。『機動戦士ガンダムΖΖ』の作中ではジオン共和国の政府や議会がこれにどう対応したか、ネオ・ジオンによる統治体制がどのようなものであったかは描写されておらず、わずかに隠れジオン派のジオン共和国軍人サトウらが軍を離反してネオ・ジオンに合流したことや、観光コロニー「タイガーバウム」の総監スタンパ・ハロイが個人的にハマーン・カーンに協力したこと、資源小惑星キケロの労働者たちがやはり個人的にハマーンに敵対したことが描写されるのみである。12月から翌年1月にかけて、ハマーンとグレミー・トトの対立からネオ・ジオンが内紛を起こし、重要コロニー「コア3」が破壊される。最終的にはネオ・ジオンの自滅後、連邦・エゥーゴ艦隊によって解放されている。
第二次ネオ・ジオン抗争時には、新生ネオ・ジオン（前述の同名組織とは別組織）がシャア・アズナブルによって組織されたが、このネオ・ジオンはスウィート・ウォーターを占拠し領土とした為、ジオン共和国とは表向き関わっていない。ジオンの名を持つ国家と軍が並行して別個に存在していたことになるが、『機動戦士ガンダム 逆襲のシャア』の作中ではジオン共和国については何も描写されていない。
小説版『機動戦士ガンダムUC』では、宇宙世紀0096年にシャア・アズナブル亡き後のネオ・ジオン残党（通称「袖付き」）の後援をダルシア・バハロ元首相の長子であるモナハン・バハロ国防大臣が行っていた事実もあり、国防軍内には国粋主義的会派なども存在していた。モナハン・バハロは傀儡政権に堕した共和国に完全な独立をもたらしたいと画策していたようであるが、ネオ・ジオン残党の壊滅により水泡に帰した。

## サイド共栄圏構想
小説・アニメ『機動戦士ガンダムUC』でフル・フロンタルによって語られる構想。ジオン共和国の政治家モナハン・バハロによって発想され、彼をトップとする右派によって計画される。
スペースノイドが欲している自治権の確立は、連邦政府はこれを認めた瞬間に主従が逆転していることを知っているため、決して認めようとはしない。宇宙世紀0096年の地球圏の生活は、エネルギー、食糧、経済活動そのものも7つのサイドと月があるからこそ回っていて、地球という惑星単体ではもはや20億のアースノイドの口も賄えないのが実情である。対してスペースノイドは、地球を切り離しても十分に自活することが出来る。この事実をジオン・ダイクンは宇宙世紀0052年にサイド3に移住しコントリズムを実践することで証明してみせるが、宇宙移民独立運動においては武器として活用していない。そのことをフル・フロンタルは、ダイクンは優れた思想家ではあっても政治家でなかったと評価している。ジオンの理念を捻じ曲げて独立戦争に利用したザビ家にしても2度に渡るネオ・ジオン戦争にしても同様で、自分達の存在を認めさせるという発想を捨てない限り連邦との戦いに勝利はないのである。
そこでモナハンは、月と7つのサイドの連携を強化し、中央（地球）を間引きした経済圏を確立するという「サイド共栄圏」の建設を画策する。もしこの構想に基づき、各サイドが経済協定を結んで地球を排斥すれば、地球は経済的に何の価値もない田舎になり果て、連邦政府も立ち行かなくなるであろう。そしてサイド共栄圏のまとめ役たりえるのは、連邦の傀儡ではあるものの、曲がりなりにも連邦政府に認められた自治権を有するジオン共和国であると考えたのである。
しかし、ジオン共和国の自治権返還期限が4年後の宇宙世紀0100年に迫っているということが問題となる。もし自治権が返還され共和国がもとのサイド3に戻り、地方自治体以上の活動が許されないとなれば、サイド共栄圏へ至る流れも生まれなくなるからである。そのようなときにモナハンがスポンサーである「袖付き」にビスト財団から、もし解放されれば連邦政府を転覆させかねない存在であるという「ラプラスの箱」を譲渡するという申し出が届く。モナハンは、ラプラスの箱を手にさえすれば時間が手に入るため、連邦を脅し共和国の解体を引き延ばした上でサイド共栄圏を作る時間を稼ごうとする。
しかし、このサイド共栄圏の考えをフロンタルから聞かされたミネバ・ラオ・ザビは、連邦を蚊帳の外に置いたサイド共栄圏の構築により「変わろうとしない者に変われと要求するより無視してしまえばいい」という発想は、人類の革新を夢みたジオン・ダイクンの理想からは遠く、地球を人の住めない星にして人類を残らず宇宙へ上げようとしたシャアの狂気、熱情からも程遠いと否定する。また、サイド共栄圏が実現したときには、アースノイドは自分達だけで経済を賄うために地球の再開発を加速させるため、西暦の時代の再現が起こるだろうとも問題提議する。貧困の中で育つことになる新しい世代のアースノイドがやがてはスペースノイドへの仕返しを目論むこと、かつてジオンが一年戦争を引き起こしたように、調和も革新もなく弱者と強者が立場を入れ替えながら続く未来を受け入れることを断固として拒んでいる。
最終的に、宇宙世紀0096年のラプラス事変において「箱」が地球圏全域に開示されたこと、事実上の実行部隊である「袖付き」が壊滅したことによって、構想を実行に移す計画は頓挫している。

## 自治権放棄
宇宙世紀0100年、連邦軍はジオン共和国の自治権放棄をもって、戦乱の消滅を宣言した。
漫画『機動戦士ガンダム ムーンクライシス』では、独自解釈の設定となるが宇宙世紀0099年に起きた事件の責任を取る形で、地球連邦代表大統領レイニー・ゴールドマンがサイド3のジオン戦没者慰霊塔において、連邦認知下のジオン共和国自治権を放棄したことが描かれている。

## その後を描いた作品
漫画『機動戦士ガンダム デイアフタートゥモロー ―カイ・シデンのメモリーより―』では宇宙世紀0105年を舞台としており、ジオン共和国の消滅後については詳しく語られていないものの、ズム・シティに「一年戦争記念館」が建設され、「ホワイトベース展」が開催されていることと共に地球連邦に対する反感も一部民衆の中には根強く残っていることが描かれている。しかし人気アイドルグループを主演とした一年戦争を連邦側視点で描いた映像作品が作られていて、それが中々人気だったりと全体的には過去の戦争は歴史の一部ともなっている。
漫画『機動戦士クロスボーン・ガンダム ゴースト』では、宇宙世紀0153年（『機動戦士Vガンダム』と同年代）においてサイド3が宇宙戦国時代という歴史の流れから取り残されることで、皮肉にも平和が保たれている。また、公国の首都であったズム・シティが置かれていたコロニーが、この時点では片田舎のコロニーとなっている。しかしながら宇宙戦国時代に至るまでサイド3がMS開発を凍結し続けた結果、かつて隆盛を極めた重工業分野は衰退したが、情報通信分野は長足の進歩を遂げ、高校生のクラブ活動レベルでも高度なAIを組み上げている。続く漫画『機動戦士クロスボーン・ガンダム DUST』は、ザンスカール戦争が終結し16年が過ぎた宇宙世紀0169年が舞台をしている。戦乱による連邦の弱体化によって地球圏は荒廃し、MSの新規開発・生産はおろか既存の機体や全天周囲モニターの修復やビーム兵器やコロニーの維持も難しいほど技術力が低下し、戦乱から取り残され事で平和が保たれていたサイド3も例外ではなく、サイド3は「ザビ・ジオン」、「ハイ・ジオン」など、ジオンの後継を名乗る4つの勢力が乱立し、それぞれが対立しあう様相を呈し、技術力の低下や独裁政治による生活環境の悪化で住民も疲弊している状況になっている。
CG・実写ドラマ『G-SAVIOUR』では、宇宙世紀0218年頃に地球連邦が崩壊したことにより宇宙統一体制が消滅しており、親地球派サイドの一つとして事実上の地球連邦の後身組織である連邦制国家セツルメント国家議会に参加している。